# Allen Johnson
Allen Kenneth Johnson (* 1. März 1971 in Washington, D.C.) ist ein ehemaliger US-amerikanischer Leichtathlet.

## Karriere
Johnson begann seine Leichtathletiklaufbahn als Zehnkämpfer. Seine besten Disziplinen waren Hoch- und Weitsprung. Er spezialisierte sich später dann auf die 110 Meter Hürden. Ab Mitte der 1990er Jahre war er der weltbeste Hürdensprinter. Er gewann den Weltmeistertitel bei den Weltmeisterschaften 1995 in Göteborg und wurde ein Jahr später bei den Olympischen Spielen in Atlanta Olympiasieger. Bei den Weltmeisterschaften 1997 in Athen, 1999 in Sevilla und 2003 in Paris holte er ebenfalls Gold. Bei den Olympischen Spielen 2000 in Sydney war er geplagt von Verletzungen, kämpfte sich jedoch durch bis ins Finale, wo er allerdings keine Medaillenchancen hatte. Vom Pech verfolgt war er auch bei den Olympischen Spielen 2004 in Athen, wo er in der 2. Qualifikationsrunde in eine Hürde trat und stürzte. Seine persönliche Bestzeit ist 12,92 s. Er bestritt elf Rennen mit einer Zeit unter 13 Sekunden, mehr als jeder andere Hürdensprinter in der Geschichte.
Bei den Weltmeisterschaften 2005 in Helsinki trat er an, um seinen fünften Weltmeistertitel zu gewinnen, was ihm jedoch nicht gelang. Der 34-Jährige gewann die Bronzemedaille. Weltmeister wurde der Franzose Ladji Doucouré.
Im Juli 2010 gab er bekannt, dass er seine sportliche Karriere beendet.
Allen Johnson ist 1,78 m groß und wog zu Wettkampfzeiten 70 kg.

## 110-Meter-Hürdenläufe unter 13 Sekunden
| Rang               | Leichtathlet  | Anzahl |
| ------------------ | ------------- | ------ |
| 1.                 | Allen Johnson | 11     |
| 2.                 | David Oliver  | 9      |
| 3.                 | Dayron Robles | 8      |
| 3.                 | Aries Merritt | 8      |
| 5.                 | Liu Xiang     | 6      |
| 6.                 | Colin Jackson | 5      |
| 7.                 | Omar McLeod   | 4      |
| Stand: 7. Mai 2018 |               |        |

| Zeit  | Wind | Datum         | Ort                              |
| ----- | ---- | ------------- | -------------------------------- |
| 12,92 | 0,9  | 23. Juni 1996 | Atlanta                          |
| 12,92 | 0,2  | 23. Aug. 1996 | Brüssel (Memorial Van Damme)     |
| 12,93 | 0,0  | 7. Aug. 1997  | Athen (Weltmeisterschaften 1997) |
| 12,95 | 0,6  | 29. Juli 1996 | Atlanta (XXVI. OS)               |
| 12,96 | 0,4  | 17. Sep. 2006 | Athen                            |
| 12,97 | −0,5 | 13. Juli 1997 | Stuttgart                        |
| 12,97 | 1,5  | 23. Juli 2000 | Sacramento                       |
| 12,97 | 0,0  | 4. Juli 2003  | Saint-Denis                      |
| 12,98 | 0,2  | 18. Aug. 1995 | Köln                             |
| 12,98 | −0,3 | 12. Aug. 1998 | Zürich (Weltklasse Zürich)       |
| 12,99 | 0,2  | 24. Juni 2005 | Carson                           |

## Persönliche Bestleistungen
- 100 m: 10,41 s
- 200 m: 20,26 s
- 400 m: 48,27 s
- 60 m Hürden: 7,36 s
- 110 m Hürden: 12,92 s
- 400 m Hürden: 52,00 s
- Hochsprung: 2,11 m
- Weitsprung: 7,85 m
- Dreisprung: 14,83 m